# Kavinia globispora
Kavinia globispora är en svampart som beskrevs av Natarajan & Koland. 1985. Kavinia globispora ingår i släktet Kavinia och familjen Lentariaceae.   Inga underarter finns listade i Catalogue of Life.